# Рабіналь-ачі
Рабіналь-ачі — драма народу мая-кіче доколоніального періоду. Записана французьким дослідником-аматором Шарлем-Ет'єном Брассером де Бурбуром у 1850 році в поселенні Рабіналь. Звідси отримала свою назву. Оригінальною (власною) п'єси є «Шахой-тун» («Танок під барабан»). Складається з 4 дій.

## Історія
Є літературним пам'ятником кіче доіспанського часу. Про це переконливо свідчать зміст (де немає ніяких згадок про іспанців і християнство), досить архаїчна мова, що дозволяє дослідникам зближувати цей твір з «Пополь-Вух» та іншими найдавнішими пам'ятниками кіче. Наявні в тексті окремі сліди впливу мови какчикелей пояснюються довготривалими політичними та культурними зв'язками, що існували між обома народами. Час створення — XV ст. Спочатку представляв обряд-танок. В доіспанський час виконавець ролі Кече-ачі помирав на жертовнику.
З 1626 році мая-кіче ставили її таємно від іспанських колонізаторів під час свята Рабіналь 25 січня кожного року. У жовтні 1850 знайдена де Бурбуром у селищі Рабіналь провінції Баха-Верапас (Гватемала). Він у 1856 році переклав твір французькою мовою, а у 1862 році опублікував як додаток до своєї граматики мови кіче. В подальшому перекладено англійською, німецькою та іспанською мовами.
У 2005 році внесено до переліку Шедеврів усної і нематеріальної спадщини людства при ЮНЕСКО. У 2008 році — до Списку нематеріальної культурної спадщини людства.

## Форма
За своєю формою драма «Рабіналь-ачі» досить близька до давньогрецької трагедії. Дія розгортається у формі діалогу лише двох людей, кожен з яких є представником індіанської громади, а не індивідуальною особистістю, так як їх особисті імена залишаються невідомими. Перед глядачами сперечаються представник Рабіналь і представник кіче. Хор, що їх оточує, мовчить, а інші особи (правитель Рабіналь Хобтох, рабиня), що подають невеликі репліки героям, беруть участь у дії лише формально, часто і роль їх в п'єсі, і репліки просто непотрібні. Характерним і поширеним в драмі прийомом є промова кожного героя починається з повторення попередніх слів його супротивника.
У діалозі одночасно бере участь не більше трьох осіб, час дії драми обмежено. Зв'язок з танцями, настільки характерна для початкових форм давньогрецької трагедії, простежуються у виконанні: учасники, промовляючи свої промови, безперервно танцюють. Реальна дія в «Рабіналь-ачі» охоплює невеликий відрізок часу і обмежена кількістю подій. Слухач вводиться прямо в центральний момент, коли відбувається зіткнення. Все що передує викладається в промовах дійових осіб, достатньо заплутано або натяками.

## Мова
Мова драми урочиста і патетична. Промови учасників переважно розлогі. Окремі епітети і метафори нагадують про мову «Пополь-Вух». Втім дослідники вважають, що оригінальний твір було значно цікавіше і багатше в художньому відношенні.

## Зміст
Назва перекладається як «Герой з селища Рабіналь». У горах південно-західній Гватемали недалеко один від одного розташовані два невеликих міста-держави: Кунен, в якому живуть кіче зі своїм правителем Балама-ачі, і Рабіналь, в якому править Хобтох. Між обома містами існує давня ворожнеча.
Син Балама-ачі, молодий герой Кече-ачі, наслідуючи вою шакала і гарчанню ягуара, викликав 10 або 12 молодих мешканців Рабіналя з фортеці і заманив їх у ліс. Там він, завдавши низку образ, захопив було цих рабінальців в полон, але син правителя Рабіналь, Рабіналь-ачі, відстояв і звільнив їх.
У відповідь на ці дії рабінальці затримують вантаж з пеком (какао виду Theobroma bicolor) і какао, що призначався Балама-ачі. Останній, розгнівавшись, бажає смерті правителю Хобтоху і доручає Кече-ачі оголосити рабінальцям війну. Водночас кіче пропускають племена ушабів і покомамів через свої володіння, щоб вони могли напасти на Рабіналь і повернутися на місця, колись захоплені у них рабінальцями. Війська рабінальців під проводом Рабіналь-ачі розбивають ці племена. Тоді Кече-ачі викрадає Хобтоха і запроторює його на фортецю. Рабіналь-ачі звільняє свого батька. Кіче руйнують підвладні рабінальцям міста Баламвак, Калькарашах, Куну, Косібаль-Так'ах-Тулула. Зрештою Рабіналь-ачі і Кече-ачі вступають у герць, що триває 260 днів і ночей. Така передісторія подій, що розгортаються в драмі.
У двобої переможеним виявляється Кече-ачі. Він розповідає про свої звитяги і пропонує Рабіналь-ачі викуп. Останній каже, що він відведе бранця до правителя Хобтоху, і той вирішить його долю. Хобтох повідомляє Рабіналь-ачі, що він має намір залучити Кече-ачі на бік рабінальцев, запропонувавши йому стати прийомним сином рабінальців. Рабіналь-ачі просить звільнити його в такому випадку від обов'язків полководця військ Рабіналь. Хобтох переконує сина не робити цього. Рабіналь-ачі обіцяє коритися батькові.
Рабіналь-ачі передає Кече-ачі пропозицію Хобтоха, але той відмовляється, погрожуючи образити дією володаря Рабіналя і Рабіналь-ачі. Рабиня просить Кече-ачі не вбивати Рабіналь-ачі. Кече-ачі постає перед Хобтохом. Він каже, що змириться, тільки убивши повелителя Рабіналь. Рабиня застерігає його від цього. Хобтох знову перераховує всі провини Кече-ачі. Останній визнає скоєне і каже, що він зробив всі це із заздрості. Кече-ачі розуміє, що його чекає смерть, і висловлює різні побажання (їжа, питво, одяг з багатих тканин, танок з дівчиною з Карчак'а — нареченою Рабіналь-ачі, військовий танок). Всі бажання Кече-ачі виконуються. Він просить про відстрочення на 260 днів і ночей. Ніхто не відповідає на це прохання. Кече-ачі прощається з горами, де його батьківщиною, і заявляє, що готовий до смерті. «Вояки-орли» і «вояки-ягуари» приносять в жертву бранця на вівтарі. Цією сценою драма закінчується.